# Idaly
Idaly Faal, noto semplicemente come Idaly (Amsterdam, 28 novembre 1995), è un rapper e produttore discografico olandese.

## Biografia
Comincia a rappare nel 2015, prendendo parte al progetto collettivo New Wave insieme ad altri giovani della scena hip hop olandese come Ronnie Flex, Jonna Fraser e Lil Kleine. Nel 2016 pubblica il suo EP di debutto, dal titolo Eindelijk, seguito l'anno successivo da NU.
Il suo primo album in studio, dal titolo Idaly, viene reso disponibile il 26 aprile 2019, e contiene le collaborazioni di Jandro, Josylvio, Famke Louise, Adje, 3robi, Bokoesam, Navi, Emms, Frenna, Ronnie Flex e Bizzey. Esso viene certificato disco d'oro. Nel 2020 pubblica tre progetti: l'EP di otto tracce Jungle a gennaio, il mixtape Idalias ad aprile, in collaborazione con Sevn Alias, e il secondo album ufficiale Eerlijk il 5 novembre.
Il 26 gennaio 2023 è la volta del terzo album Betty, che vede la partecipazione di artisti come Murda, Zulema, Kevin, Henkie T e Yssi SB, e raggiunge la prima posizione in classifica.

## Discografia

### Album in studio
- 2019 – Idaly
- 2020 – Eerlijk
- 2023 – Betty

### Mixtape
- 2020 – Idalias (con Sevn Alias)

### EP
- 2016 – Eindelijk
- 2017 – NU
- 2020 – Jungle
- 2023 – Nachten als dit